# Zau de Câmpie, Mureș

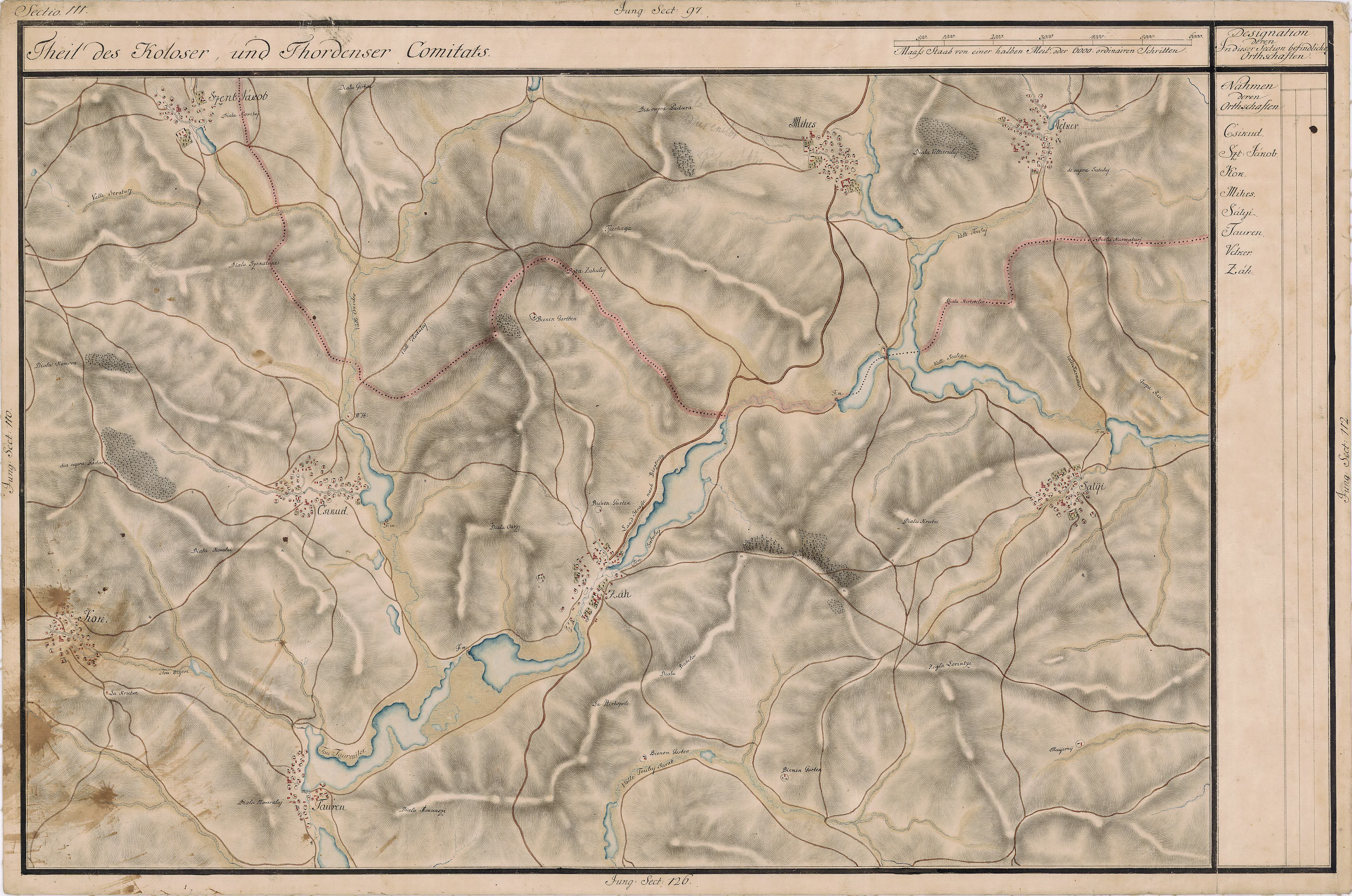
Zau de Câmpie pe Harta Iosefină

Zau de Câmpie (în trecut Zău; în maghiară Mezőzáh) este satul de reședință al comunei cu același nume din județul Mureș, Transilvania, România. Se află în partea de vest a județului, în Câmpia Transilvaniei, pe Pârâul de Câmpie. Zau de Câmpie este traversat de drumul județean Luduș - Sărmașu.

## Date geologice
În subsolul localității se găsește un masiv de sare.

## Istoric
Satul Zau de Câmpie este atestat documentar în anul 1339.

## Obiective turistice
- Biserica Reformată-Calvină, str. Republicii 47, edificată în anul 1883
- Castelul Ugron, construit în 1911, proiectat de către Lajos Pákey, o vreme casă de copii.
  - Ansamblul castelului Ugron, cu parc dendrologic.
- Rezervația naturală de bujori de stepă (3,1 ha), din anul 1932.

## Imagini

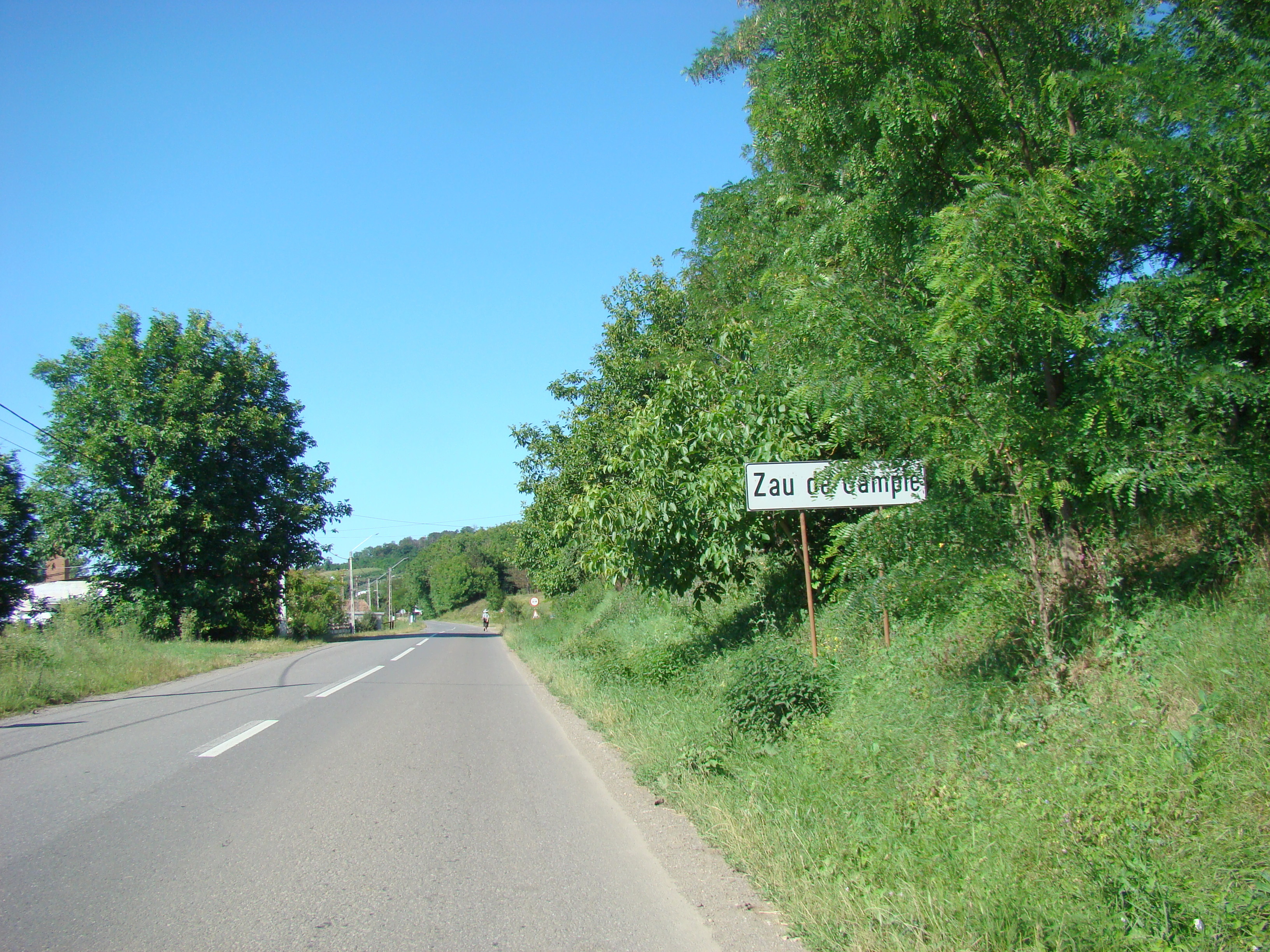
Intrarea în localitate
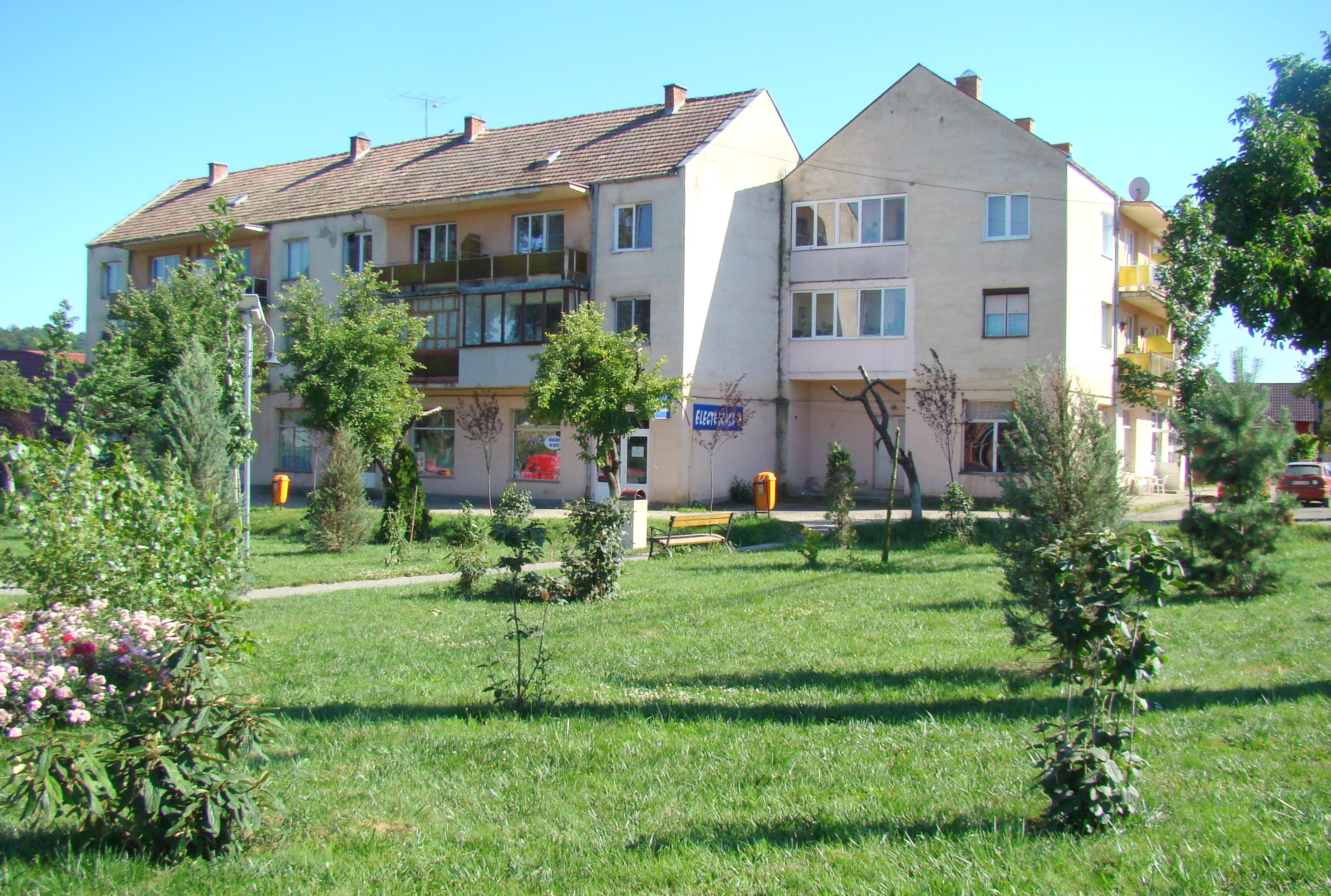
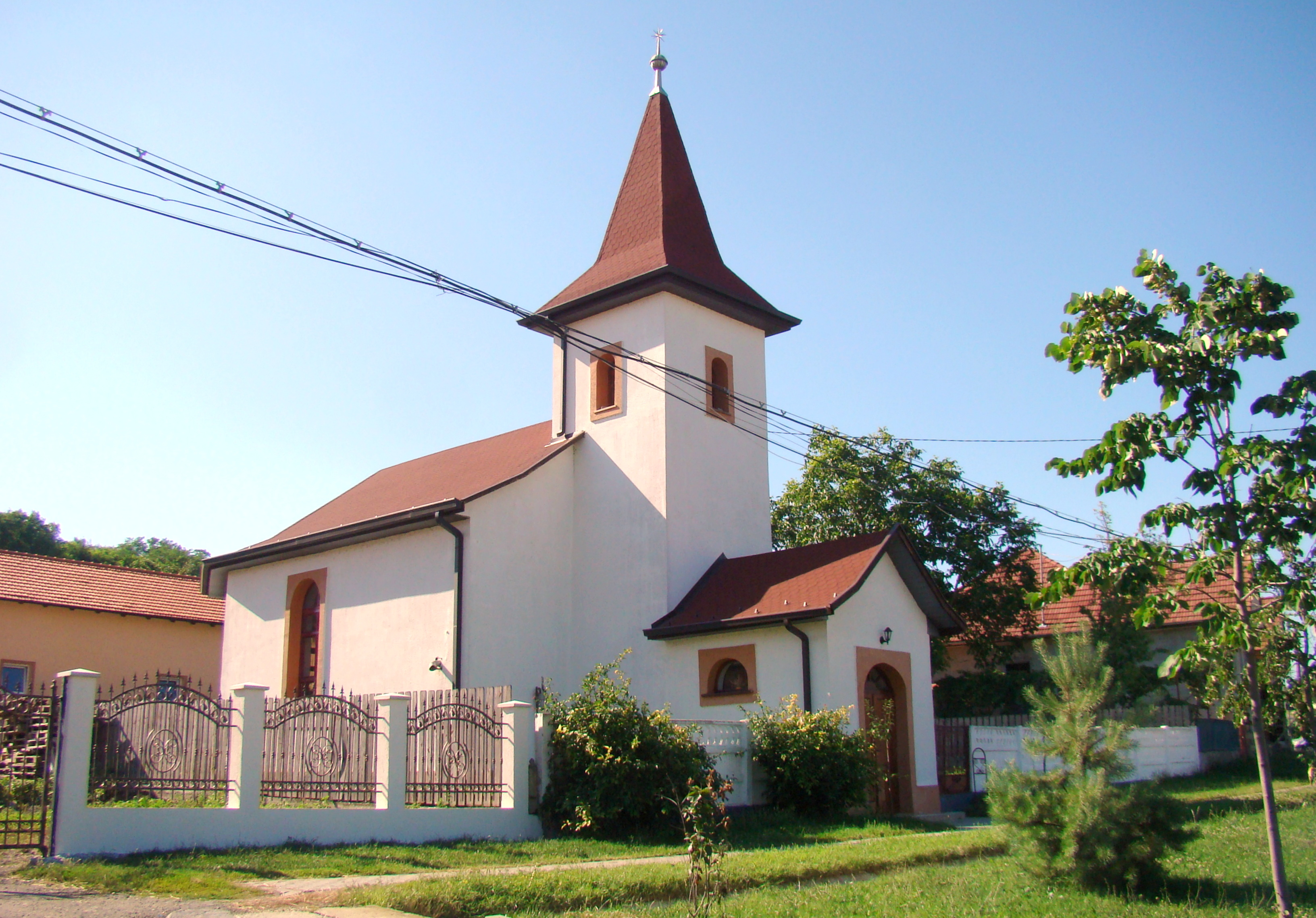
Biserica reformată (1883)
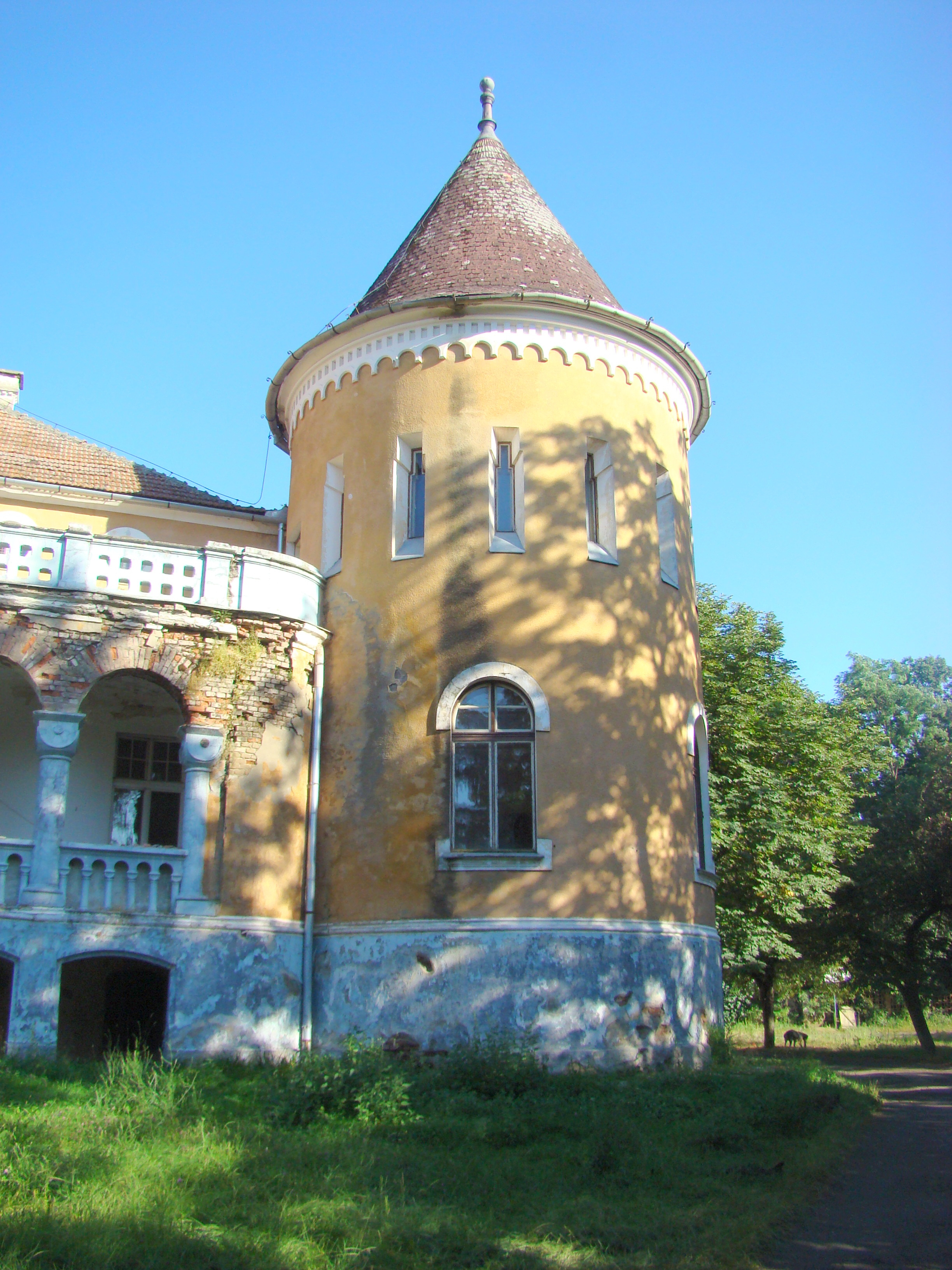
Castelul Ugron: turnul circular, cu două etaje, de pe faţada vestică
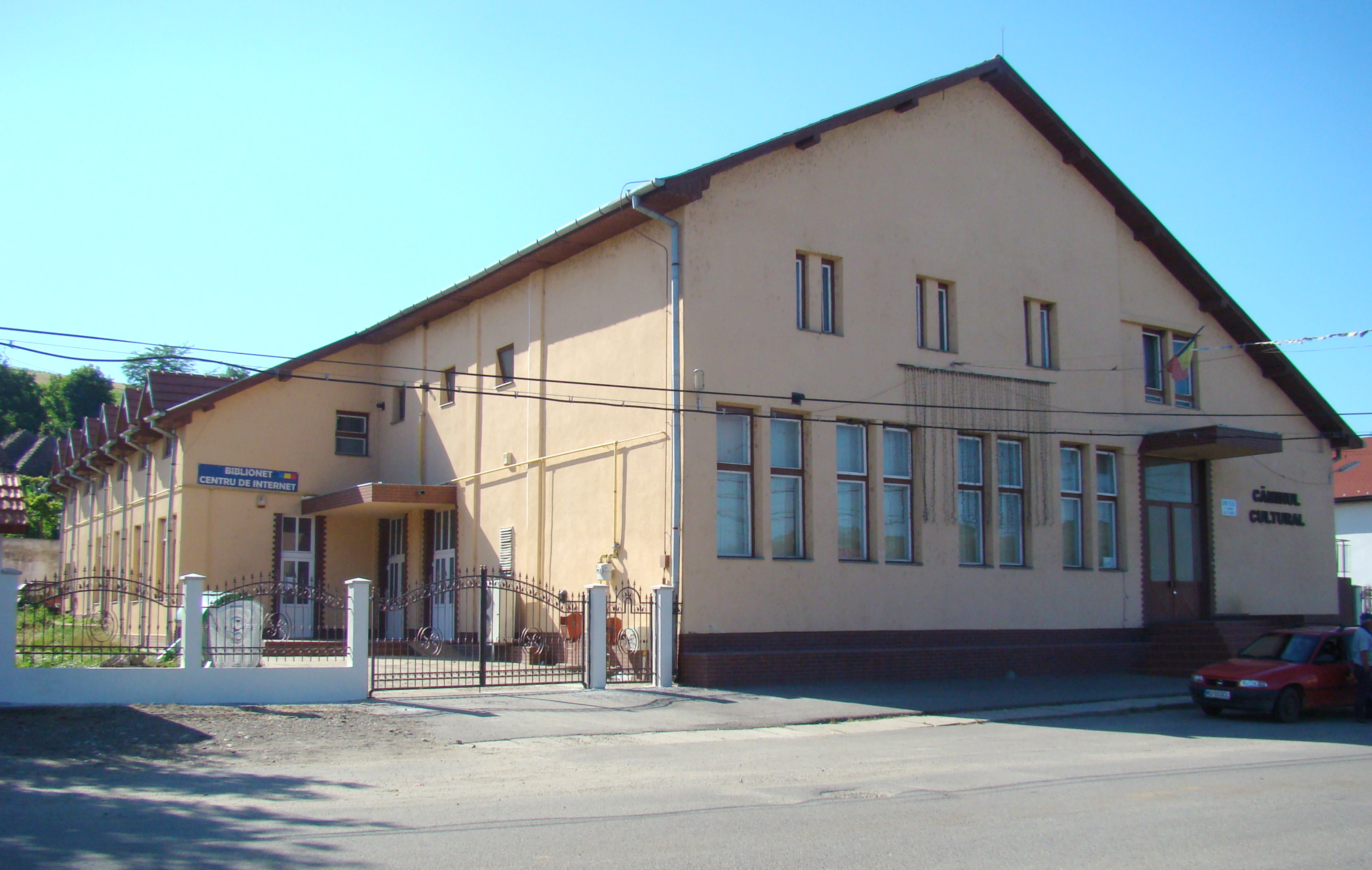
Căminul cultural
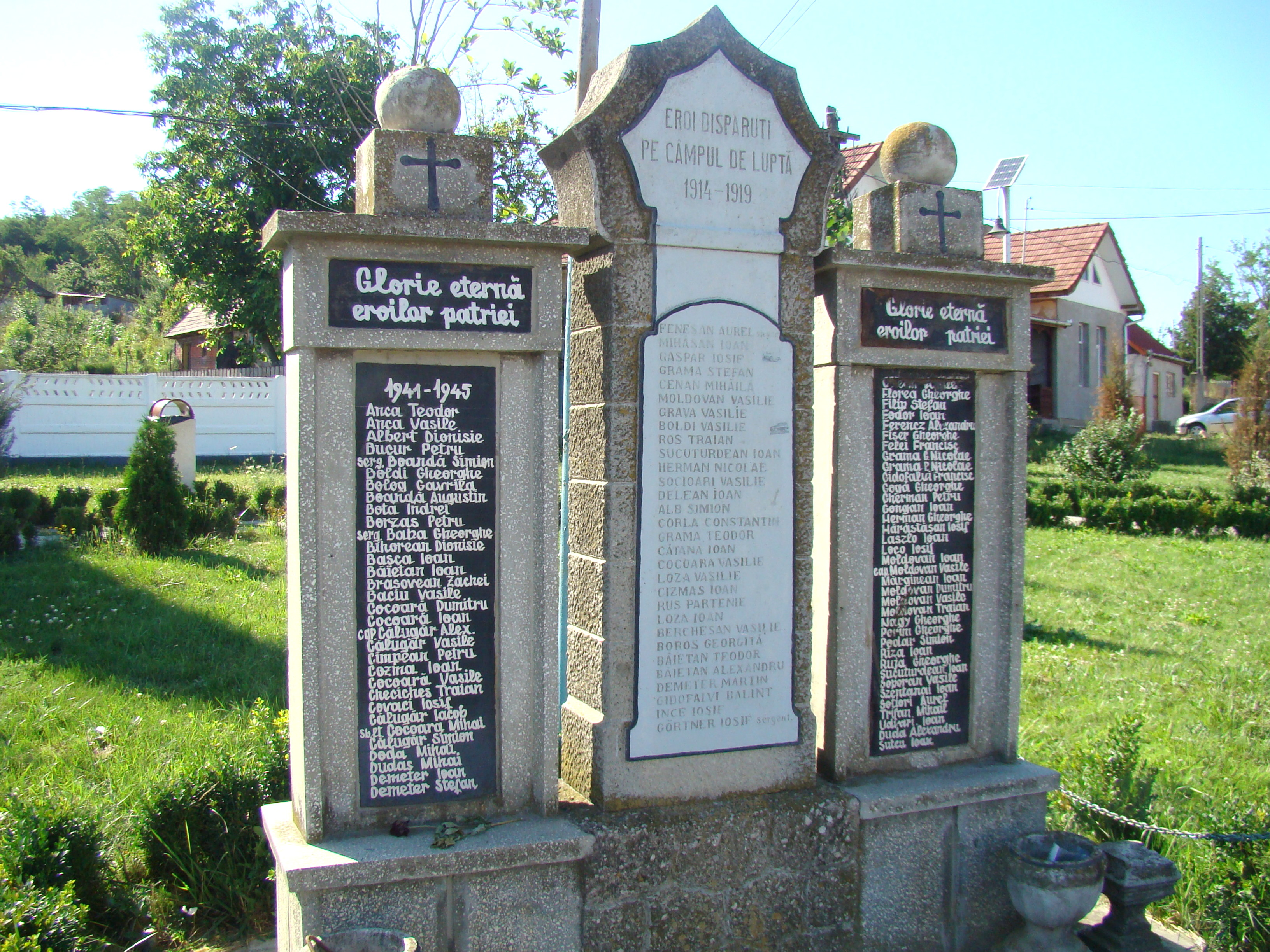
Monumentul eroilor
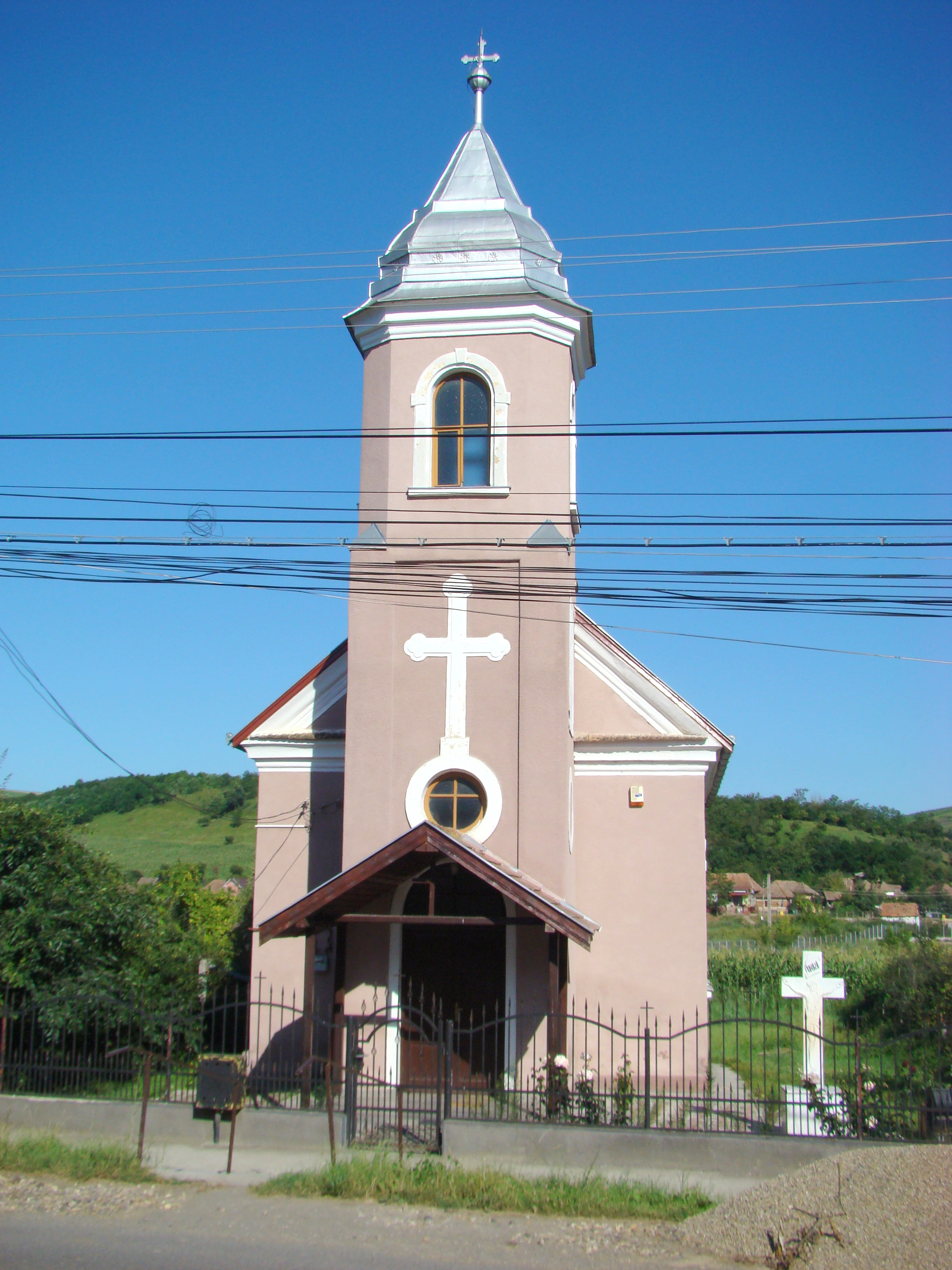
Biserica greco-catolică (1922)
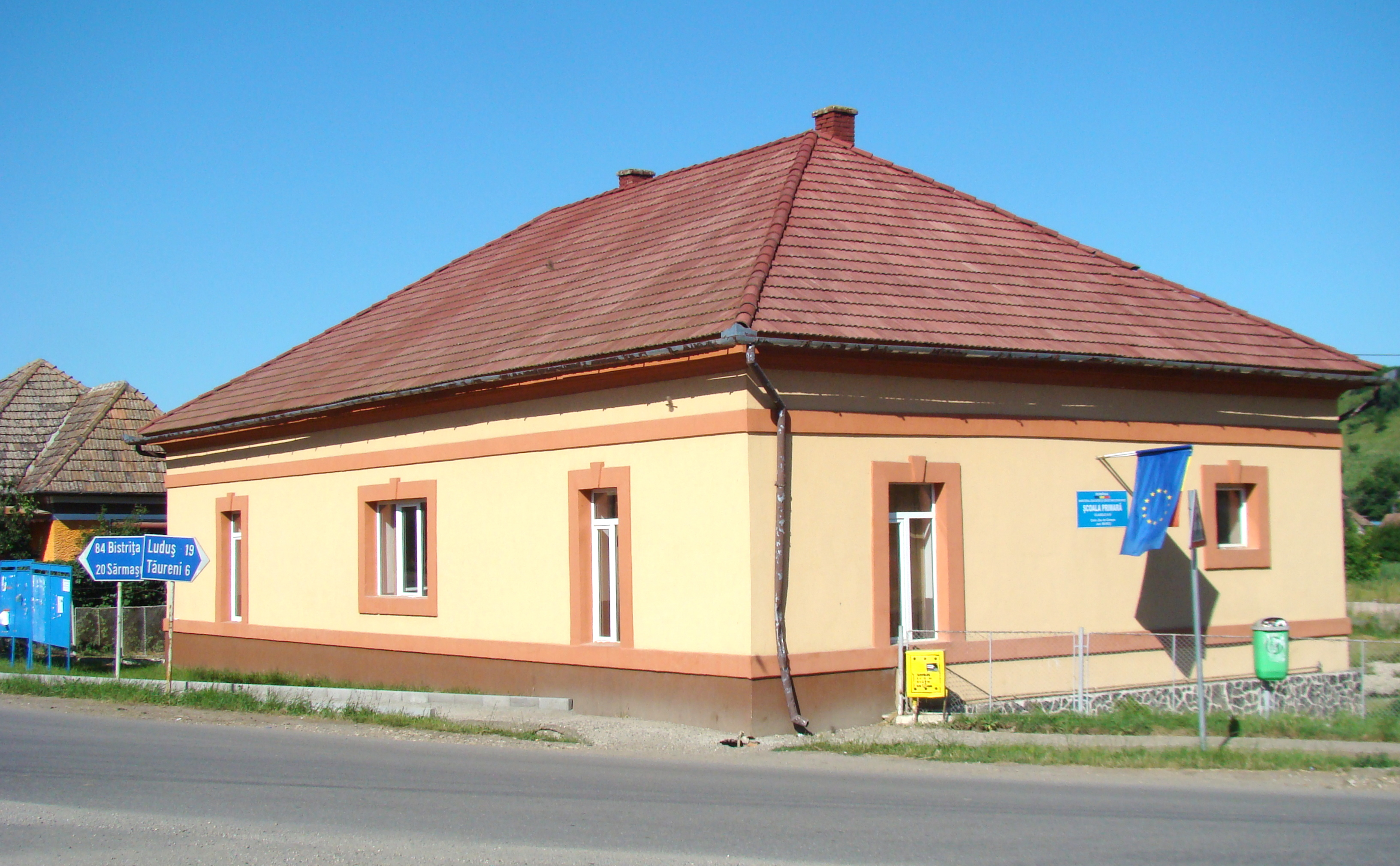
Şcoala primară
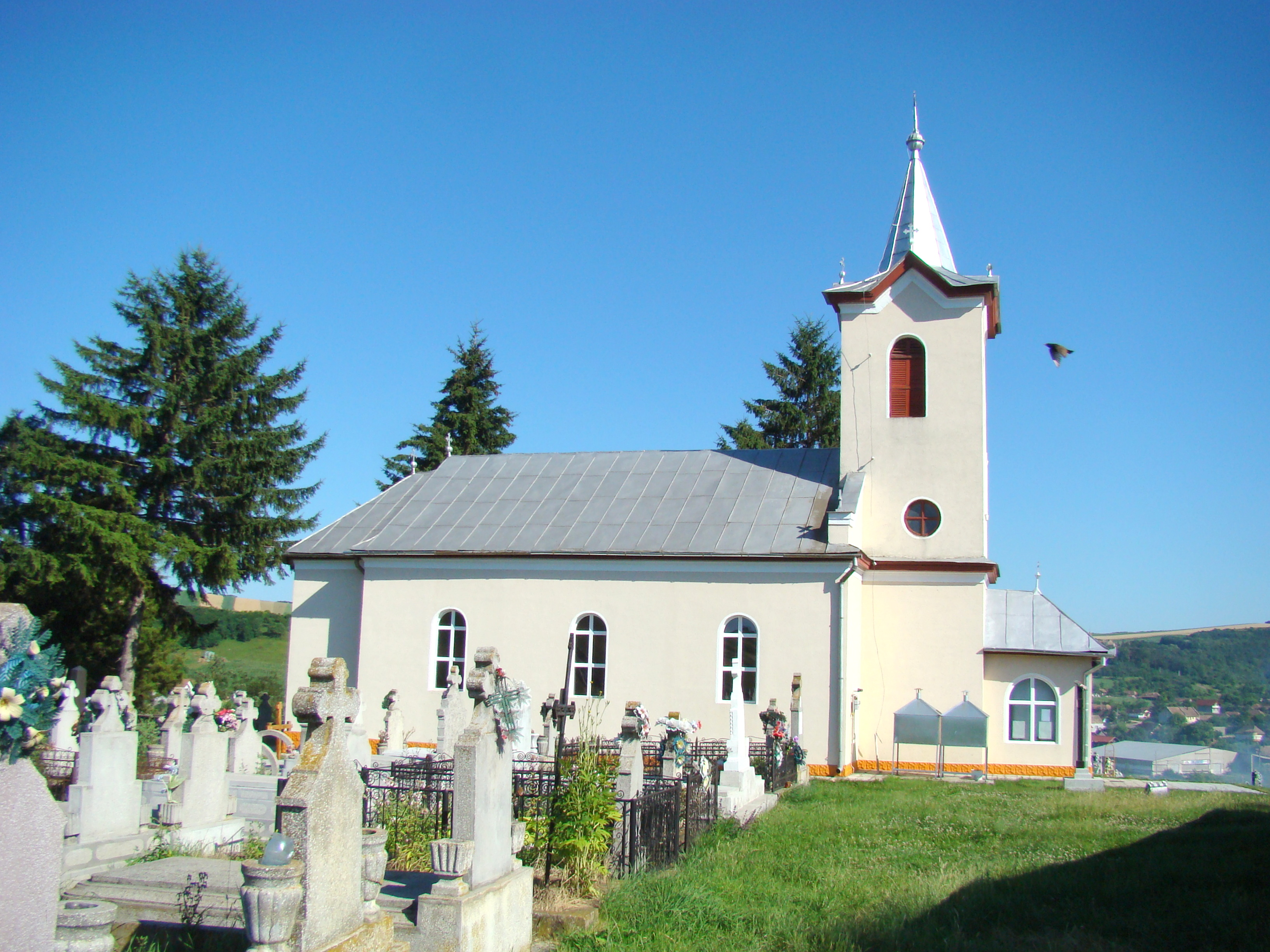
Biserica ortodoxă
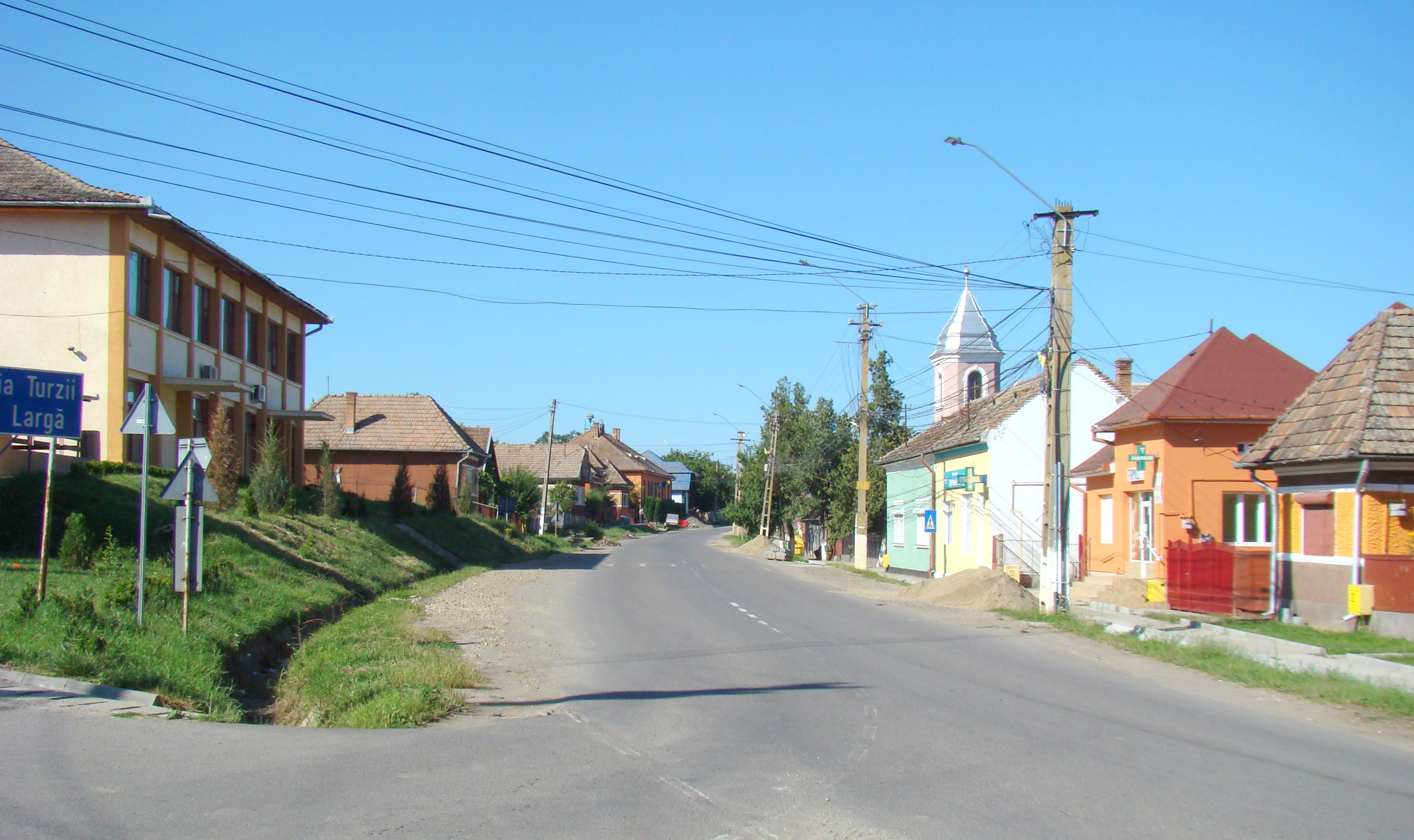